# Nughedu San Nicolò
Nughedu San Nicolò (sardisch: Nughèdu) ist eine italienische Gemeinde (comune) mit 725 Einwohnern (Stand 31. Dezember 2023) in der Metropolitanstadt Sassari auf Sardinien. Die Gemeinde liegt etwa 43,5 Kilometer südöstlich von Sassari. Im Jahre 2013 war Nughedu die einzige Gemeinde Italiens ohne Anbindung an ein Mobilfunknetz.